# Mechtern
Mechtern war im Mittelalter eine kleine Siedlung im Nordwesten Kölns im heutigen Köln-Ehrenfeld innerhalb der städtischen Bannmeile.

## Vorgeschichte
An dieser Stelle sollen 288 n. Chr. einer Legende zufolge die Heiligen Gereon von Köln und Gregorius Maurus, Offiziere der Thebäischen Legion, mit 318 Kriegern und 50 Mohren (mauri) den Märtyrertod gefunden haben. Er wurde das Opfer der Wut des römischen Kaisers Maximian (286–305), der diese Legion der Christen verfolgen ließ. Als diese wohl die christliche Religion angenommen hatte, wurde sie von Soldaten des Kaisers verfolgt und ermordet.

## Pfarrkirche und Kloster
An der angeblichen Kampfstelle entstand die Pfarrkirche St. Bartholomäus mit dem Beinamen „zu den Martyrern“ (aus lat. „ad martyres“), durch fehlerhafte Aussprache dieses lateinischen Namens entstand „Mechtern“ (oder „Meichtern“). Sie soll auf einem unterirdischen Gewölbe gestanden haben, das zur Zeit der Römerherrschaft als geheime Versammlungsstätte der Christen gedient haben soll. Im Auftrage des Kölner Erzbischofs Philipp I. von Heinsberg entstand im Jahre 1180 für Regularkanoniker an ihrer Stelle ein Klosterhof. Er war eine Filiale der ursprünglichen Gereonspfarre, was aus einer Urkunde aus dem Jahr 1256 hervorgeht. Die Koelhoffsche Chronik berichtet, dass der Graf von Jülich während eines Gastmahls mit den Overstolzen in Köln am 10. Januar 1268 einem Anschlag der Weisen durch Flucht entkam „und er hielt außer Köln zu Mechtern bei dem Jungfrauenkloster“, wo er sein Lager aufschlug. Überliefert ist ein Wachssiegel an einer Urkunde der Augustiner-Chorherren vom Juni 1273. Die Augustiner-Chorherren blieben in St. Bartholomäus bis 1276, denn 1277 löste Erzbischof Siegfried von Westerburg das Männerkloster wegen „Zuchtlosigkeit und Verschwendung“ auf und wandelte es in ein Zisterzienserinnenkloster um. Häufig traten in das Frauenkloster die Töchter von reichen Kölner Bürgern ein; zu ihnen gehörte Fia von Falkenstein.
Der Kölner Patrizier Bruno Hardevust besaß 4 Rheinmühlen, von denen er um 1258 eine dem Kloster Mechtern schenkte. Nachdem er das dem Verfall ausgesetzte Kloster im Jahre 1277 auf eigene Kosten hatte erneuern lassen, zogen am 9. April 1277 13 Zisterzienserinnen und eine Äbtissin aus dem Kloster Benden in das wiederaufgebaute Kloster ein. Hardevust wurde nach seinem Tod am 21. März 1278 im Kloster begraben.
Im Jahr 1356 wurde erstmals bei dem Junkernkirchhof bei Mechtern eine Richtstätte erwähnt. Dort wurden am 31. Januar 1513 Adam von Nurrenberg, Tilmann Obenkirchen und Eberhard Hundt enthauptet. Berichten zufolge gab es in der Klosternähe im Jahre 1387 Prostitution. Das Kloster gehörte seit dem 15. August 1392 dem Andreasstift. Dietrich Hurtey der Jüngere hatte 1395 das Kloster geschädigt und wurde deswegen am 19. Februar 1395 gefangen genommen. Im Juli 1474 beschloss der Stadtrat, unter anderem die vor den Stadttoren gelegenen Frauenklöster Weiher (Weyer) und Mechtern zu zerstören, um während der Kölner Stiftsfehde dem Feind keinen Rückhalt als militärischen Vorteil zu überlassen. Beide waren Schwachstellen der Stadtbefestigung. Nach der Zerstörung 1474 wurde am 21. April 1477 bei St. Apern der Grundstein für ein neues Nonnenkloster gelegt. Nach Kriegsende ließen die Nonnen an der ehemaligen Klosterstelle einen großen Meierhof erbauen. Er war einer der verstreuten Höfe in der Gegend und gehörte dem Nonnenkloster St. Apern. In einer Urkunde vom 13. August 1483 wird die Ortschaft als „Meichteren“ bezeichnet. Hermann von Weinsberg erwähnte 1553 Mechtern noch als bewohnten Ort, „da vur ziten das gonfern-cloister hatt gestanden.“ Doch bereits die Kölner Stadtansicht von 1570 des Arnold Mercator enthält eine vom Friesentor nach Nordwesten zum Bildrand verlaufende, unbenannte Straße (die heutige Venloer Straße), die von Weideland und Acker umgeben war. Am 28. April 1583 beantragte der ehemalige Pfarrer von Mechtern Schadensersatz vom Kölner Rat wegen der Zerstörung des Klosters und der Kirche zu Mechtern.

## Mechterner Predigten
Für Spannungen hatten protestantische Predigten im katholischen Köln außerhalb der Kölner Stadtmauern bereits vorher in Köln-Rodenkirchen gesorgt. Am 26. Juni 1567 verhörte man den Bandwirker Dietrich von Mülheim, weil er am 16. März 1567 der Predigt des Calvinisten Jacobus von Bacharach in Rodenkirchen beigewohnt habe.
Der niederländische Statthalter Adolf von Neuenahr organisierte am 8. Juli 1582 im Kölner Vorort Mechtern im bereits verlassenen Kloster Mechtern mehrere Predigten, die bei Historikern als „Mechterner Predigten“ bekannt sind. Der von einem Truppenkorps begleitete Graf empfing die Kölner Protestanten am Samstag, dem 7. Juli 1582 sehr herzlich und lud die in Köln lebenden Protestanten zur Predigt am darauffolgenden Sonntag ein. Am Sonntag, dem 8. Juli 1582, ließ der Kölner Stadtrat die Stadttore schließen und kündigte an, dass kein Bürger ohne Begründung die Stadt verlassen dürfe und seine Nichtteilnahme am Gottesdienst zu beweisen habe, und dass mit Anhörung der Predigt der Verlust der Bürgerrechte und die Verbannung aus der Stadt drohe. Urheber der Predigt war Johann von Otzenrath (Johannes Christianus), Prediger war der aus Breslau stammende Zacharias Ursinus (eigentlich Zacharias Baer oder Beer). Der Graf ließ zum Schutz die Kirche mit 4 Rotten von Soldaten umstellen. Zwischen 400 und 500 Kölner Bürger hörten die Predigt. Es gab eine zweite Predigt am 15. Juli 1582; der Kölner Rat hatte auch diese untersagt. Eine dritte Predigt am 22. Juli 1582 wollte die Stadt verhindern und ließ ihre Soldaten das Feuer eröffnen. Eine Kugel durchschlug das Kirchendach, wodurch die Predigt jäh unterbrochen wurde; der Prediger schloss seine Predigt und „die Versammlung ward entlassen“. Die Kugel schlug in unmittelbarer Nähe des Grafen ein, der sie als Beweisstück an sich nahm. Als Folge der provokanten Vorgänge verkündete am 8. August 1582 der Stadtschreiber, dass alle protestantischen Fremden, die nach 1566 in die Stadt Köln gekommen waren, die Stadt binnen vier Wochen zu verlassen hatten. Als am 19. Dezember 1582 der Erzbischof Gebhard I. von Waldburg seinen Übertritt zum evangelischen Bekenntnis bekanntgab, löste er damit den Kölner Krieg aus.
Die Koelhoffsche Chronik von 1499 berichtet in ihrer zweiten Auflage 1582 über die drei Predigten auf Blatt 261: „Es ist aber Mechtern ein dorff nicht weit von der stat gelegenn, da an dreyen nacheinander folgenden sontagen einenn predicanten auß der Schlesij underm schutz des grauen von Neuwenar Adolffenn, ketzerische predigte gehalten worden.“

## Entwicklung von Mechtern in der Gründerzeit

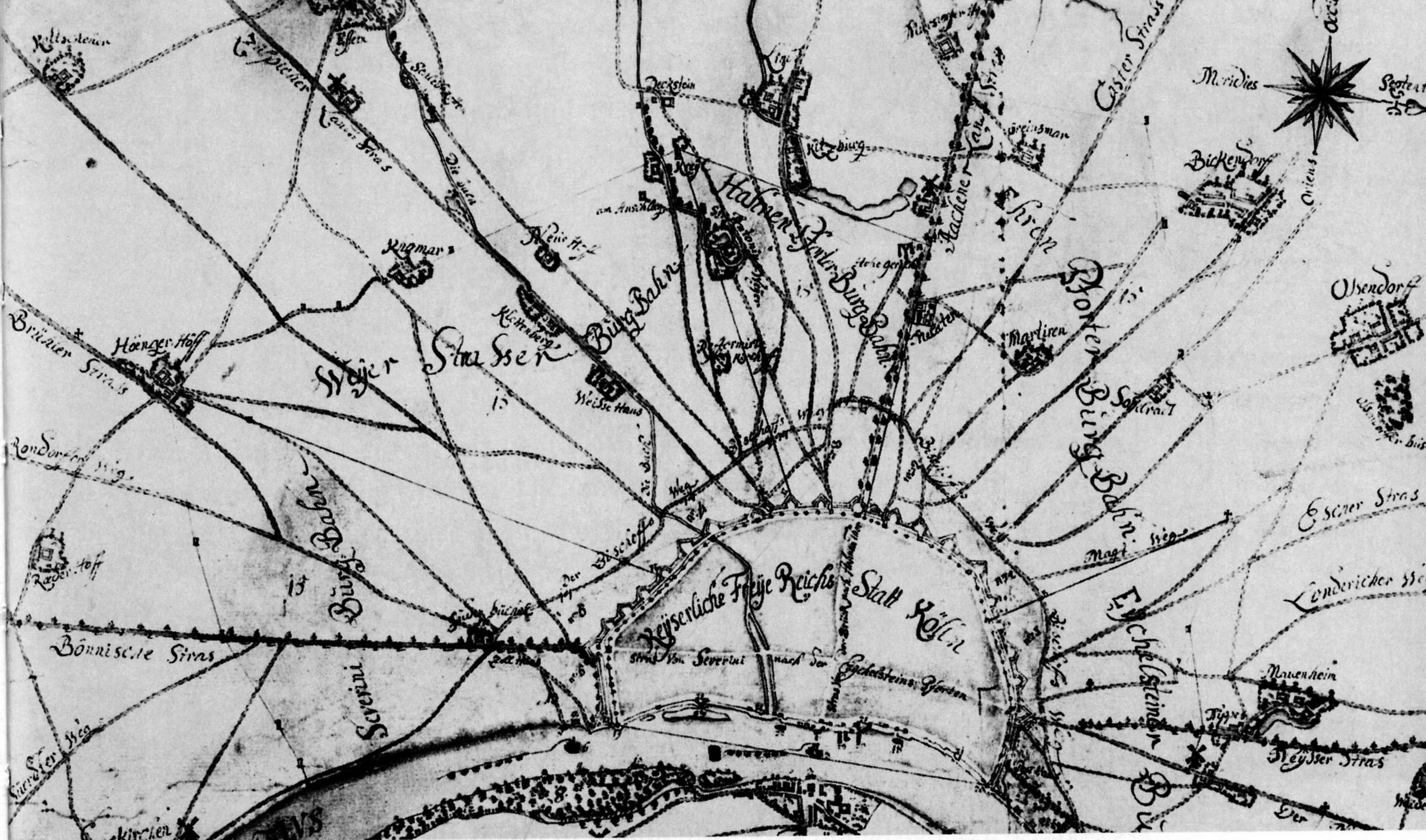
Abraham Hogenberg – Schweidkarte (1609)
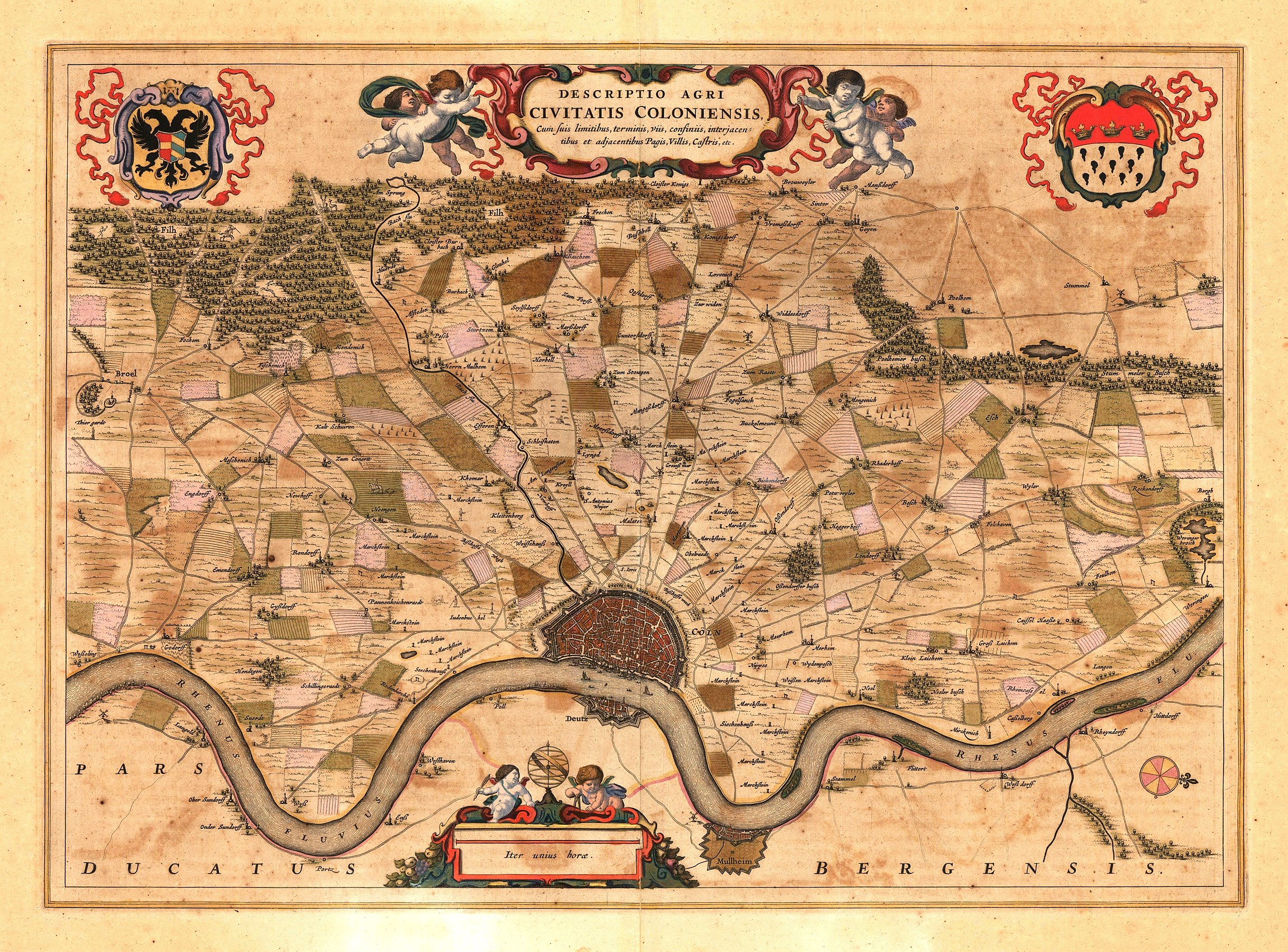
Joan Blaeu – Kölner Schweidkarte (1663)
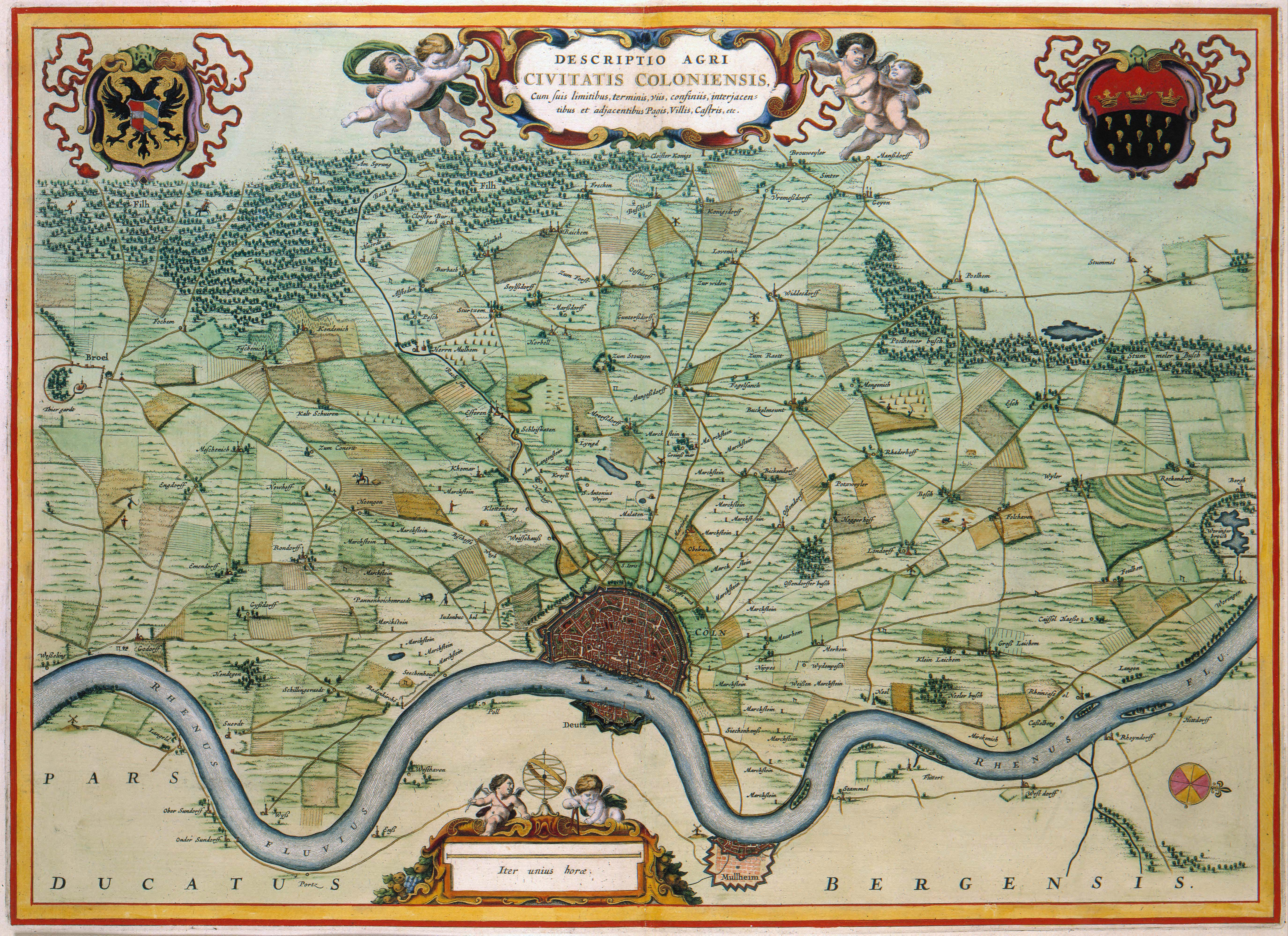
Covens & Mortier – Kölner Schweidkarte (1735)
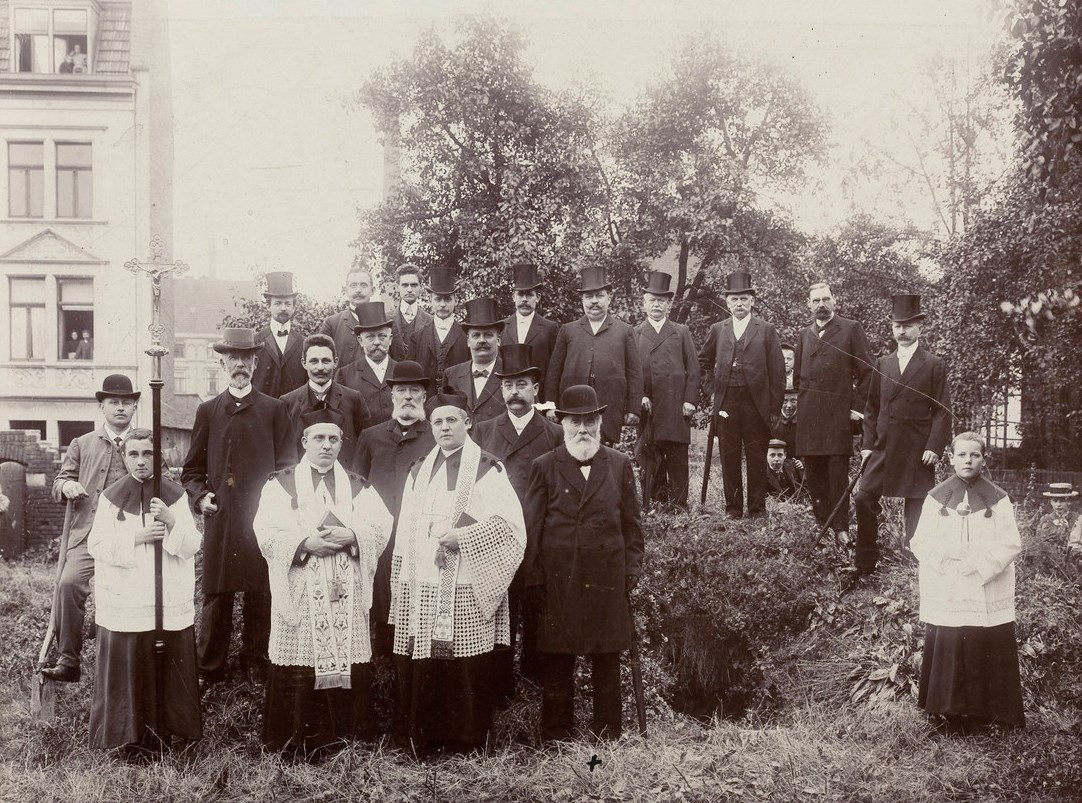
St. Mechtern – Spatenstich (September 1907)
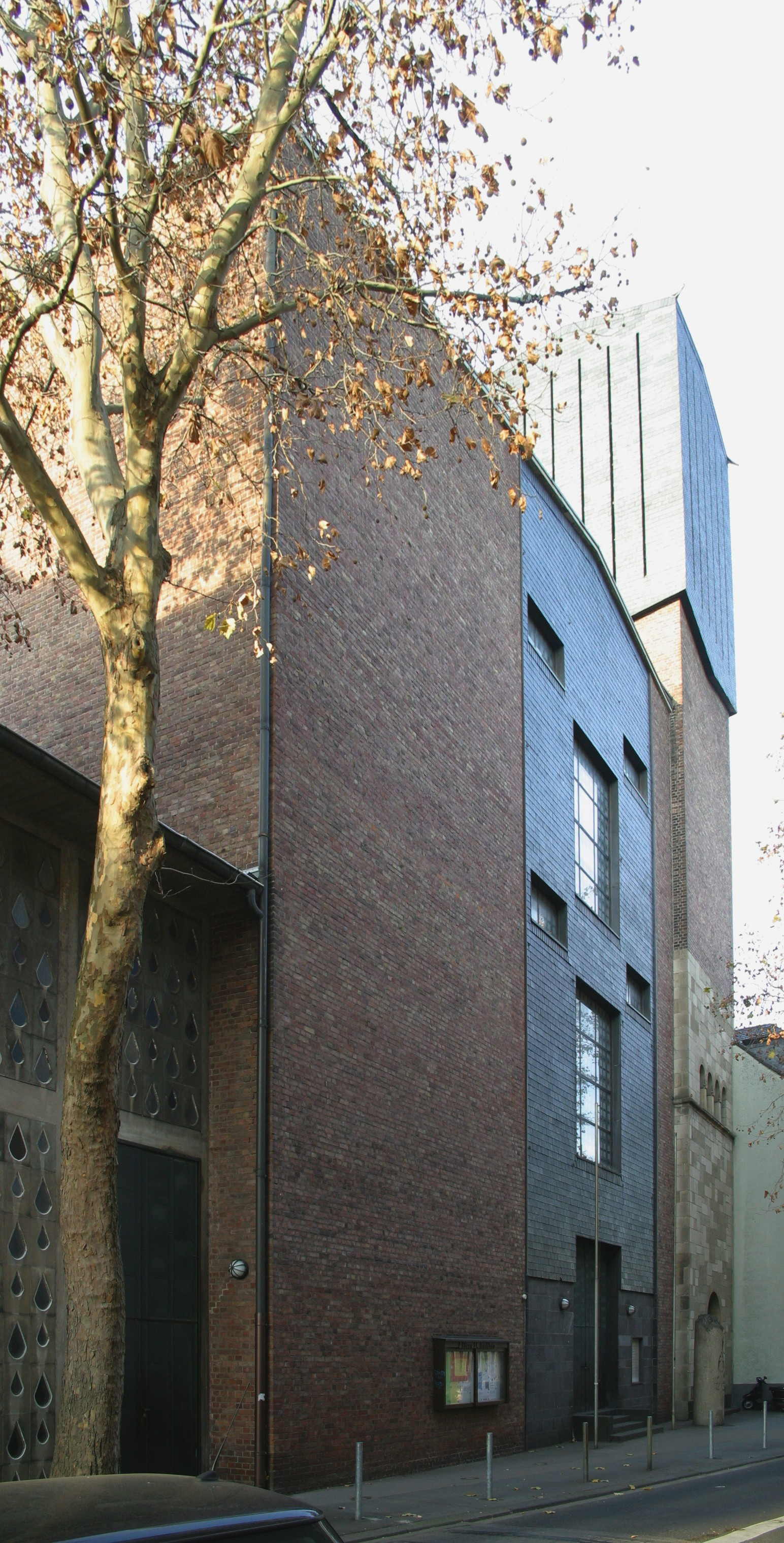
St. Mechtern – Vollansicht (November 2011)
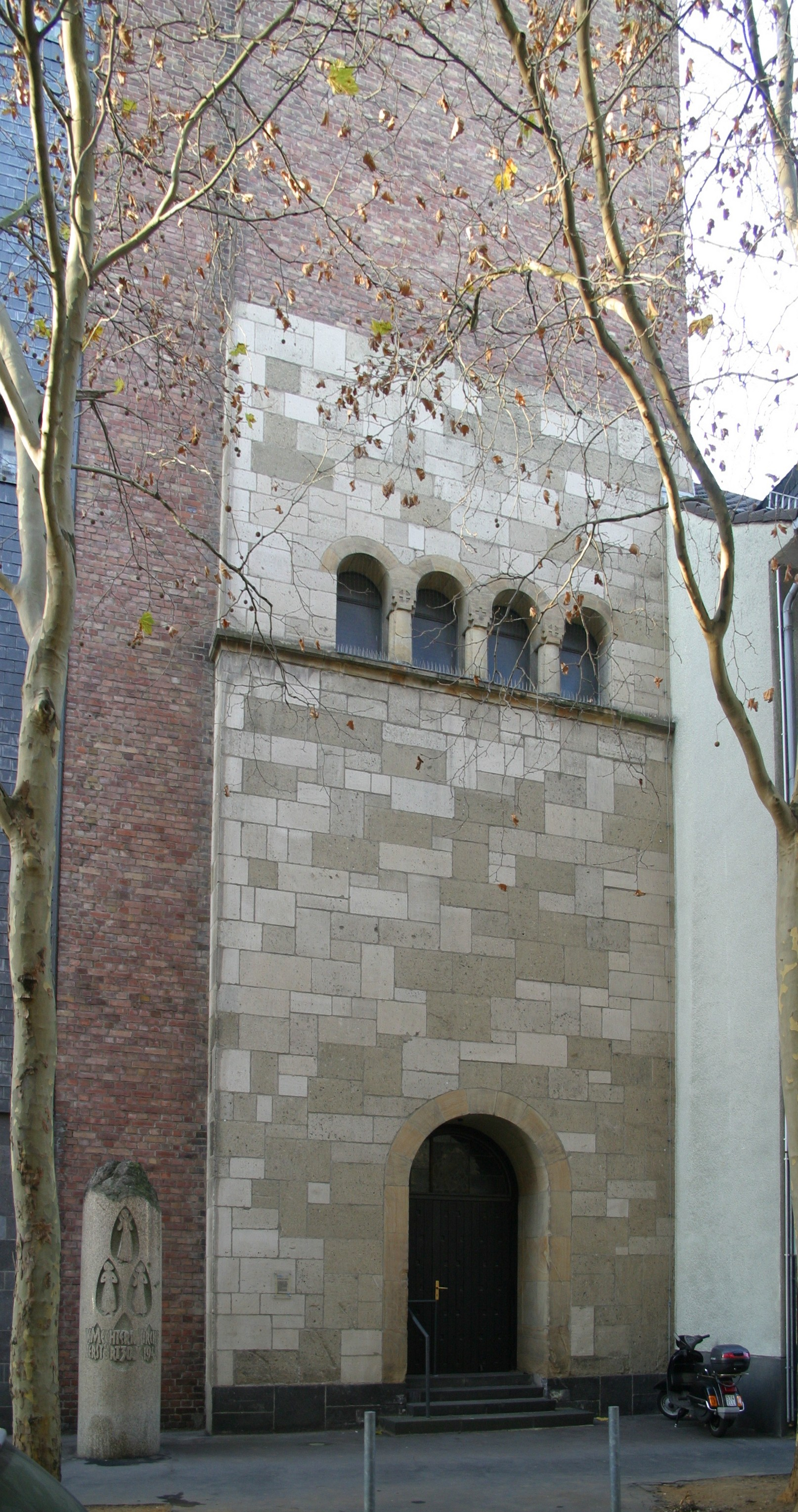
St. Mechtern – Untergeschoss Turm (November 2011)
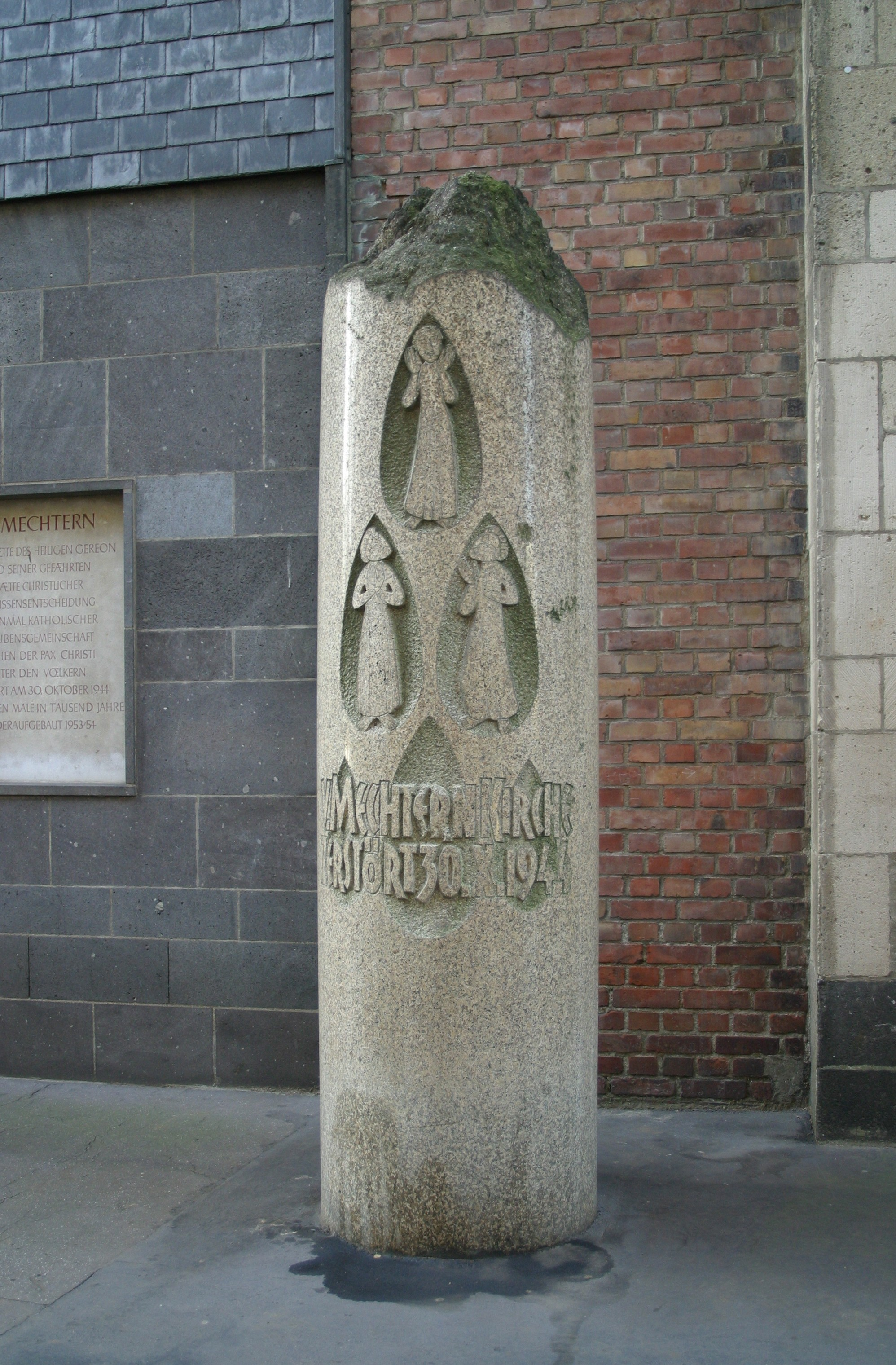
St. Mechtern – Gedenkstein

Die Kölner Schweidkarte von 1609 des Abraham Hogenberg zeigt noch „Martiren“ als im „Ehrenporzer Burgbann“ gelegen, auch die Karte des Joan Blaeu von 1663 nennt noch „Martiren“; Covens & Mortier erwähnen diese Ortschaft noch 1735. Die Ländereien gehörten während der Franzosenzeit dem Prinzen von Wagram. Architekt Vincenz Statz erwarb den Hof nach der Säkularisation im Jahre 1802 und ließ ihn 1819/1820 abreißen. Um 1836 gehörte der übrig gebliebene Meierhof W. I. Tyllmann, der ihn von H. P. Wahlen erworben hatte.
Das umliegende Ehrenfeld hatte ab 1845 eine stetig steigende Bevölkerungszahl, die mit einer starken Industrialisierung einherging. An Mechtern erinnerte lediglich eine neue Kirche St. Mechtern, für die im September 1907 der erste Spatenstich erfolgte. Ihr Architekt Eduard Endler erbaute sie 1909 an der Stelle der ehemaligen Stiftskirche. Ausgrabungen brachten dort 1934 römische und fränkische Mauerreste hervor. Die Kirche wurde im Zweiten Weltkrieg am 30. Oktober 1944 zerstört, lediglich Turm- und Malereireste blieben erhalten. Die im November 1954 entstandene Kirche St. Mechtern ist die sechste an dieser Stelle und stammt von Rudolf Schwarz, die Fresken schuf Peter Hecker (1956). Funde des Jahres 1996 bei der heutigen Kirche St. Mechtern belegen eine römische Villa rustica, die im ersten bis dritten Jahrhundert dort stand. Heute erinnert an die Vorgeschichte noch die Mechternstraße in Ehrenfeld; die Kirche hat die Hausnummern 4–8.